# 신녕면
신녕면(新寧面)은 대한민국 경상북도 영천시 서북부에 위치한 면이다. 영천시의 유일한 전문대학인 성운대학교가 있으며, 신녕향교를 비롯한 권응수 장군 유물관 등 많은 문화유적이 산재하고 팔공산 자락의 치산계곡과 캐러반캠핑장 등이 있어 관광지로도 유명하다. 대표적인 특산물은 마늘과 양파다. 넓이는 80.72km2이고, 인구는 2013년 기준으로 2,255명이다.

## 행정 구역
| 법정리 | 행정리                                      |
| ------ | ------------------------------------------- |
| 가천리 | 가천리                                      |
| 매양리 | 매양1리, 매양2리                            |
| 부산리 | 부산1리, 부산2리                            |
| 신덕리 | 신덕1리, 신덕2리                            |
| 연정리 | 연정1리, 연정2리                            |
| 완전리 | 완전1리, 완전2리                            |
| 왕산리 | 왕산1리, 왕산2리                            |
| 치산리 | 치산1리, 치산2리, 치산3리                   |
| 화남리 | 화남1리, 화남2리, 화남3리                   |
| 화서리 | 화서리                                      |
| 화성리 | 화성1리, 화성2리, 화성3리, 화성4리, 화성5리 |

## 교육 기관
| 학교명                       | 소재지            | 비고        |
| ---------------------------- | ----------------- | ----------- |
| 신녕초등학교                 | 신녕면 큰골길 9   |             |
| 신녕서부초등학교             | 신녕면 새터길 136 | 2001년 폐교 |
| 신녕중학교                   | 신녕면 찰방길 8   |             |
| 경북식품과학마이스터고등학교 | 신녕면 찰방길 8   |             |

## 같이 보기
- 신녕 단층